# Czernyola fascipennis
Czernyola fascipennis är en tvåvingeart som beskrevs av Axel Leonard Melander och Argo 1924. Czernyola fascipennis ingår i släktet Czernyola och familjen träflugor. Inga underarter finns listade i Catalogue of Life.